# Franco Mezzena

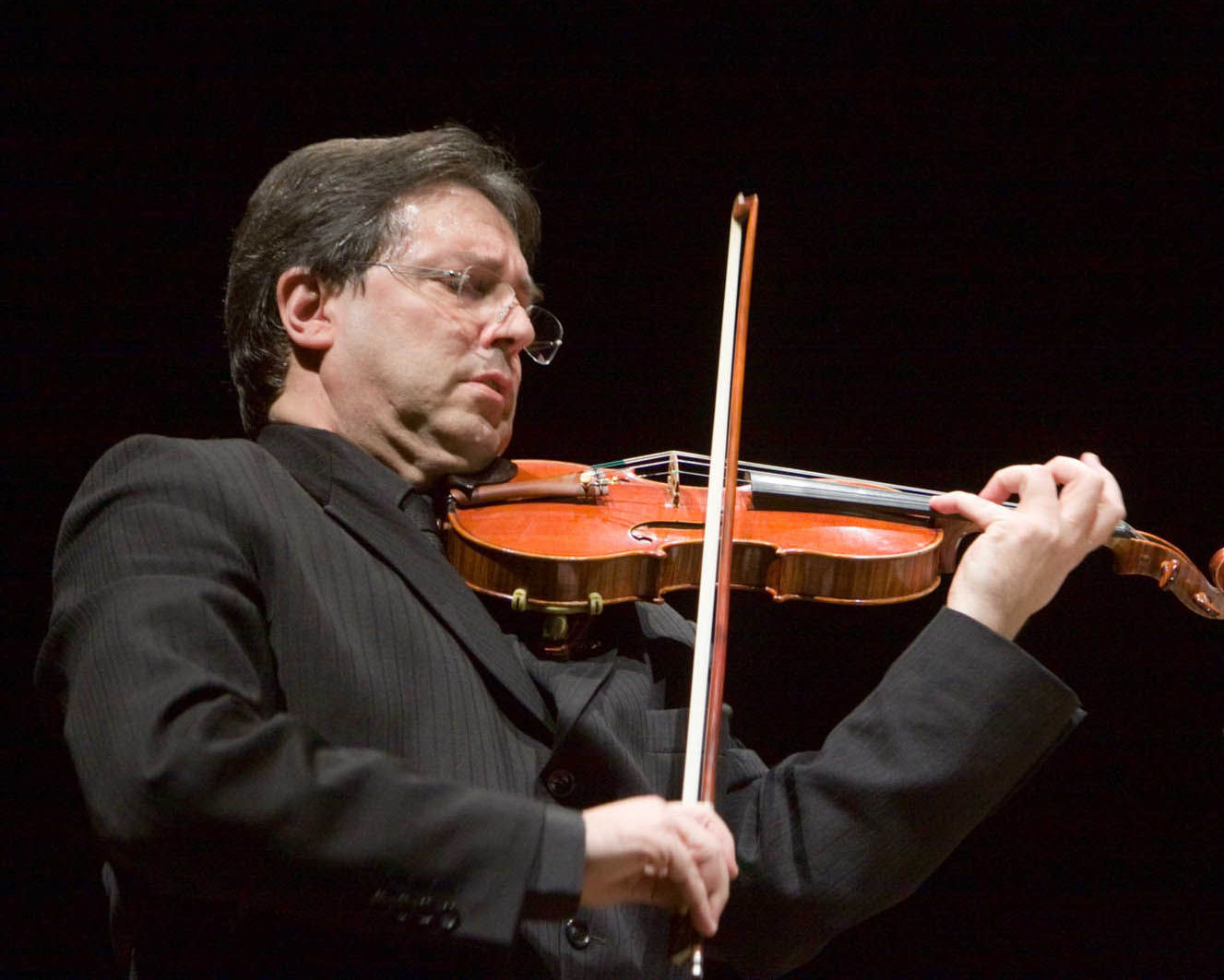
Franco Mezzena

Franco Mezzena, nacido en Trento en 1953 es un violinista y director de orquesta italiano. 	 
Ha sido invitado como solista de violín en las más importantes salas de concierto y festivales de música en Europa, Japón, África, Estados Unidos y América del Sur.  Estudió con Salvatore Accardo. Además de ser un virtuoso de la música, también es director y profesor de música.

## Su carrera

### Como intérprete
Ha estado repetidamente como solista en el tour con I Musici y I Virtuosi di Roma. El maestro Mezzena se ha presentado con diversas celebridades artísticas tales como Salvatore Accardo, Bruno Battisti D’Amario, Julius Berger, Umberto Cafagna, Bruno Canino, Roberto Fabbriciani, Rocco Filippini, Severino Gazzelloni, Bruno Giuranna, Johannes Goritzki, Jacques Klein, Alain Meunier, Bruno Mezzena, Andrea Noferini, Antony Pay, Claudio Piastra, Franco Petracchi, Ruggiero Ricci, Eros Roselli, Hariolf Schlichtig, Rohan de Saram, entre otras. Franco Mezzena toca en todo el mundo. Recientemente realizó el Concierto de Mendelssohn Op. 64 en el Carnegie Hall de Nueva York.
Franco Mezzena es mundialmente famoso por diversos medios de comunicación en radio y televisión, álbumes y en periódicos. Sus apariciones como solista incluyen: RAI Radiotelevisione Italiana, Radio Vaticana, BBC en Inglaterra, ABC, NBC, WSKG, WGBH Boston en los Estados Unidos, NHK Televisión en Japón, KBS en Korea, C7 Jalisco-México y otras más.
Las grabaciones del maestro Mezzena exceden los 80 discos. Están disponibles en diversas compañías tales como Luna Rossa Records, Brilliant Classics, Wide Classique, Dynamic, Newton Classics, Symposium, Rivo Alto, Nuova Era, E.M.S- Arcobaleno. Dynamic escogió a Franco Mezzena para interpretar conciertos completos para violín y orquesta por G.B. Viotti. Estas grabaciones están publicadas en series de 10 CD donde él aparece como solista y director de orquesta en la “Symphonia Perusina” y la Orquesta de Cámara Milano Classica. Ha grabado por la compañía Wide Classique, la obra completa para piano y violín de L. van Beethoven con el pianista Stefano Giavazzi y por Luna Rossa Records las Sonatas de J. Brahms con el pianista Alberto Nones.

### Como docente
Franco Mezzena es un generoso mentor y maestro. Ha sido profesor en los Conservatorios en Trento, Pescara y Bari, Italia. Es el director artístico de la Orchestra da Camera de Lecce y Salento. En Italia, el maestro Mezzena también da clases magistrales en el Conservatorio de Mantua, en S. Antioco, en Música Riva Festival, en Alghero y Nápoles. Además en Europa, enseña en el Royal College y Trinity College of Music de Londres, la Chetham's School of Music de Mánchester, la Hochschule de Lipsia, en el conservatorio de Róterdam (Holanda), la Académié d’éte d’Andé, Barcelona España, en la Universidad Oxford de Inglaterra y para el Ticino Música Festival en Lugano, Suiza. En Japón, ha dado clases en las ciudades de Tokio, Osaka, Ibaraki y Kyushu. También enseñó en la Universidad de Ciudad de México. Enseña en la Accademia di Musica "Ensemble Serenissima" de Sacile, Italia y en la "Accademia Teatro Annibale" di Francia de Messina, Italia (Cursos Anuales).

### Como director
La carrera de Franco Mezzena como director lo ha colocado hoy en día el Interpreti Italiani, Lublijana Symphony Orchestra, Milano Classica Chamber Orchestra, Pescara Symphony Orchestra, Teatro Regio de Turín Symphony Orchestra, Jalisco Philarmonic Orchestra. 
Franco recibe constantemente brillantes críticas. Sus entrevistas han sido publicadas por periódicos tales como The Strad, Fanfare, Musica, American Record Guide, New York Times, Gramophone, Diapasón y FonoForum.

## Instrumento
Franco Mezzena toca un violín Antonio Stradivari (Cremona 1695) y un hermoso Giovanni Osvaldo Fiori (Treviso , 2018). Toca también un violín fabricado en 1998 por el famoso italiano Roberto Regazzi. También Anne-Sophie Mutter y Boris Belkin tocan un instrumento igual.
- [www.mezzena.com Franco Mezzena Official Site]
- [www.widesound.it Wide Classique Label]

- Datos: Q1163885